# HD 191329
HD 191329，又名BD+49 3195，SAO 32296、HR 7702，是一颗恒星，视星等为6.54，位于銀經85.08，銀緯9.54，其B1900.0坐标为赤經20h 4m 20.2s，赤緯+49° 9.54′ 22″。